# Kronprinz-Rupprecht-Brunnen
Der Kronprinz-Rupprecht-Brunnen ist ein Doppelschalen-Brunnen in München zwischen Münchner Residenz und dem Marstall, der ehemaligen Hofreitschule.
Er wurde 1961 vom Bildhauer Bernhard Bleeker geschaffen und im selben Jahr aufgestellt. Auf einer Kugel, die wiederum auf einer Säule ruht, steht die nackte Figur der Justitia, die Gerechtigkeitswaage mit der rechten Hand haltend und auf der anderen Hand eine Pallas Athene, die sowohl für Sieg als auch für Kunst und Wissenschaft steht. Unterhalb der Figur befinden sich zwei Schalenbrunnen und ein etwas erhöhtes Auffangbecken. Der Brunnen ist dem ehemaligen Kronprinzen Rupprecht gewidmet, dem Sohn des letzten bayerischen Königs Ludwig III. aus dem Haus Wittelsbach. An der mittleren Säule befindet sich das Monogramm des Kronprinzen: ein geschwungenes R mit der Krone des Königreichs Bayern. Der Brunnen ist aus Bronze, das untere Auffangbecken ist aus Muschelkalk.
In Auftrag gegeben wurde der Brunnen von der Bayerischen Akademie der Wissenschaften, die seit 1959 im Nordostflügel der Residenz untergebracht ist und deren Haupteingang sich neben dem Brunnen befindet. Kronprinz Rupprecht war wegen seiner kulturgeschichtlichen Interessen ab 1911 Ehrenmitglied der Akademie und galt zudem als Gegner des Nationalsozialismus.